# ستيف توماس (لاعب هوكي الجليد)
ستيف توماس (بالإنجليزية: Steve Thomas)‏ (و. 1963  م) هو لاعب هوكي الجليد كندي، ولد في ستوكبورت، مركز لعبه هو جناح ‏.
.

## روابط خارجية
- ستيف توماس على موقع دوري الهوكي الوطني (الإنجليزية)
- ستيف توماس على موقع قاعة مشاهير الهوكي (لاعب أن.إتش.أل) (الإنجليزية)
- ستيف توماس على موقع EliteProspects.com (الإنجليزية)
- ستيف توماس على موقع HockeyDB.com (الإنجليزية)
- ستيف توماس على موقع Hockey-Reference.com (الإنجليزية)